# Brisbane Bullets
Los Brisbane Bullets son un equipo de baloncesto australiano con sede en la ciudad de Brisbane, Queensland, que compite en la NBL, la principal categoría del baloncesto oceánico. Disputa sus partidos en el Brisbane Convention Centre, con capacidad para 4.000 espectadores y en el Brisbane Entertainment Centre, con capacidad para 11.000 espectadores. Compitieron en la liga desde su creación en 1979, hasta desaparecer en 2008 por problemas económicos. Reanudaron su actividad en 2016.

## Historia
Los Bullets se establecieron en 1979, coincidiendo con la primera edición de la NBL. En su primera etapa ganaron tres campeonatos, en 1985, 1987, y veinte años más tarde, en 2007. Llegaron además en otras tres ocasiones a las finales, en 1984, 1986 y 1990. En 2008, su propietario, Eddy Groves, se vio forzado a vender el equipo, desapareciendo de la competición.
Después de años de protestas públicas para volver a tener un equipo de Brisbane en la NBL, finalmente en septiembre de 2015 se hizo pública la noticia de que el equipo regresaba a la competición en la temporada 2016-2017.

## Palmarés
- NBL
  - Campeón 1985, 1987, 2007
  - Finalista 1984, 1986 y 1990